# Josef Polig
Josef Polig (Vipiteno, 9 novembre 1968) è un ex sciatore alpino italiano, campione olimpico nella combinata ai XVI Giochi olimpici invernali di Albertville 1992.

## Biografia

### Carriera sciistica
Sciatore polivalente, ottenne il primo piazzamento di rilievo in Coppa del Mondo il 27 novembre 1988 a Schladming (14º in supergigante) e nella stessa stagione partecipò per l'unica volta in carriera ai Campionati mondiali: nella rassegna iridata di Vail 1989 si classificò 9º nella combinata.
Il 19 gennaio 1992 ottenne il suo miglior piazzamento in Coppa del Mondo, 5º nella combinata di Kitzbühel; meno di un mese dopo, ai XVI Giochi olimpici invernali di Albertville 1992 (sua unica presenza olimpica), ottenne a sorpresa la medaglia d'oro nella combinata. Sulla pista Face de Bellevard di Val-d'Isère Polig fu sesto nella prova di discesa libera e quinto nella prova di slalom speciale; all'epoca la classifica della combinata non era data dalla somma dei tempi nelle due prove, bensì i distacchi dal primo in ogni gara venivano trasformati in punteggi e poi sommati: complici l'assenza di Kjetil André Aamodt, l'uscita in discesa libera di Günther Mader e Marc Girardelli e i distacchi accumulati in slalom da Markus Wasmeier e Paul Accola, Polig vinse la combinata con il minor punteggio complessivo. A completare la soddisfazione degli italiani l'altrettanto inatteso secondo posto di Gianfranco Martin, alla sua unica prestazione di prestigio. Polig si classificò inoltre 5º nel supergigante e 9º nello slalom gigante.
Continuò a partecipare alla Coppa del Mondo fino alla stagione 1994-1995: bissò il suo miglior piazzamento (5º posto) nella discesa libera di Lillehammer Kvitfjell del 20 marzo 1993 e prese per l'ultima volta il via il 16 gennaio 1995 a Kitzbühel in supergigante, senza completare la prova. Si ritirò durante la stagione 1995-1996 e la sua ultima gara fu uno slalom gigante FIS disputato il 18 gennaio a Padola.

### Altre attività
Molto stimato dai colleghi per il carattere gioviale, il suo soprannome nel Circo bianco era "Joe Speck" poiché proveniva da una famiglia di commercianti di speck altoatesino; dopo il ritiro proseguì l'attività di famiglia e divenne titolare di un negozio di articoli sportivi.

## Palmarès

### Olimpiadi
- 1 medaglia:
  - 1 oro (combinata ad Albertville 1992)

### Coppa del Mondo
- Miglior piazzamento in classifica generale: 23º nel 1992

### Campionati italiani
- 4 medaglie[4]:
  - 2 ori (combinata nel 1988; combinata nel 1993)
  - 2 argenti (slalom gigante nel 1989; combinata nel 1995)

## Riconoscimenti
- Atleta altoatesino dell'anno 1992[1]